# Дзясин
Дзясин (на опростен китайски: 嘉兴; на традиционен китайски: 嘉興; на пинин: Jiāxīng) е град-префектура в северната част на провинция Джъдзян на Китайската народна република. Намира се в източната част на Китай, на около 80 км югозападно от Шанхай.
Административният район има население от 4 501 657 жители (2010 г.). Градът е известен като „домът на коприната“ и е център на бубарската и текстилната промишленост.
Недалеч от Дзясин се намира най-дългият трансокеански мост в света – над залива Ханджоу на Източнокитайско море, свързващ градовете Ханджоу и Шаосин. Мостът е открит на 26 юни 2007 и е дълъг 36 км.
В Дзясин се намира първата самостоятелно проектирана китайска атомна електроцентрала.
Тук, на брега на Южното езеро, през 1921 е основана Китайската комунистическа партия.